# Sierra (film)
Sierra è un film del 1950 diretto da Alfred E. Green.
È un film western statunitense con Wanda Hendrix, Audie Murphy, Burl Ives e Tony Curtis. Sierra è il remake di Forbidden Valley del 1938.

## Trama
Jeff Hassard e suo figlio Ring conducono un'esistenza isolata nelle montagne catturando cavalli selvatici perché Jeff è ricercato per un omicidio che non ha commesso. Le loro vite sono interrotte quando si imbattono in una giovane donna, Riley, e quando Jeff si infortuna. Ring, dopo aver subito un furto di cavalli ad opera di una banda di ladri, deve cercare di recuperare i soldi per curare il padre e andare in città per chiedere aiuto o tentare di eliminare i banditi da solo.

## Produzione
Il film, diretto da Alfred E. Green su una sceneggiatura di Edna Anhalt e Milton Gunzburg  con il soggetto di Stuart Hardy (autore del romanzo Mountains Are My Kingdom), fu prodotto da Michael Kraike e Walter Kraike per la Universal International Pictures e girato nel Kanab Movie Ranch a Kanab, Utah.

## Distribuzione
Il film fu distribuito negli Stati Uniti dal 1º giugno 1950 al cinema dalla Universal Pictures.
Alcune delle uscite internazionali sono state:
- in Svezia il 13 luglio 1950 (Sierra)
- in Finlandia il 4 maggio 1951 (Lainsuojattomien turva - Sierra)
- in Giappone il 3 agosto 1951
- nelle Filippine il 26 febbraio 1952
- in Portogallo il 15 aprile 1952 (O Segredo da Montanha)
- in Germania Ovest il 1º luglio 1955 (Sierra)
- in Austria nel settembre del 1955 (Sierra)
- in Danimarca il 19 ottobre 1959 (Præriens fredløse)
- in Francia (Sierra)
- in Cile (Bandidos en la sierra)
- in Grecia (O aetos tis Sierra)
- in Brasile (Serras Sangrentas)